# Академия (рассказ)
«Академия» — антиутопичный рассказ Роберта Шекли. Написан автором в 1954 году. Впервые опубликован в августе 1954 года в журнале «If». В дальнейшем рассказ вошёл в сборник 1957 года «Паломничество на Землю».
Не изменяя своему стилю, Шекли поднимает вопрос о свободе, субъективности мнения, психологии и преобладании общего над частным, как в своё время это сделал Дж. Оруэлл в своем монументальном произведении «1984» или в фильме «Бразилия»  — знаменитой антиутопии Терри Гиллиама. По мнению Станислава Лема, рассказ является представителем «самых мягких» чёрных утопий.

## Сюжет
Когда мистер Фирмен обнаружил, что его измеритель вменяемости почти зашкаливает выше допустимой отметки, он всерьёз задумался о том, как ему дальше жить в обществе, где основная цель существования — психическое спокойствие и здоровье. Из-за того, что его датчик показывает уровень выше нормы, его прогоняют с работы, выставляют из дома, выпроваживают из бара. И чем дальше он пытается решить проблему собственной вменяемости своими силами, тем больше он получает советов, что лишь один путь к спасению — обращение за помощью в загадочную Академию. Ведь только там добиваются стопроцентного результата в излечении таких больных, как он.
Но есть одно обстоятельство, которое не просто озадачивает Фирмена: оно его пугает. Об Академии практически ничего неизвестно, и никто из людей ещё не видел, чтобы оттуда кто-нибудь возвращался, а говорить о том, что там происходит, никто не хочет или не может. И это ещё больше усугубляет состояние мистера Фирмена.